# St. Moritz (Allitz)

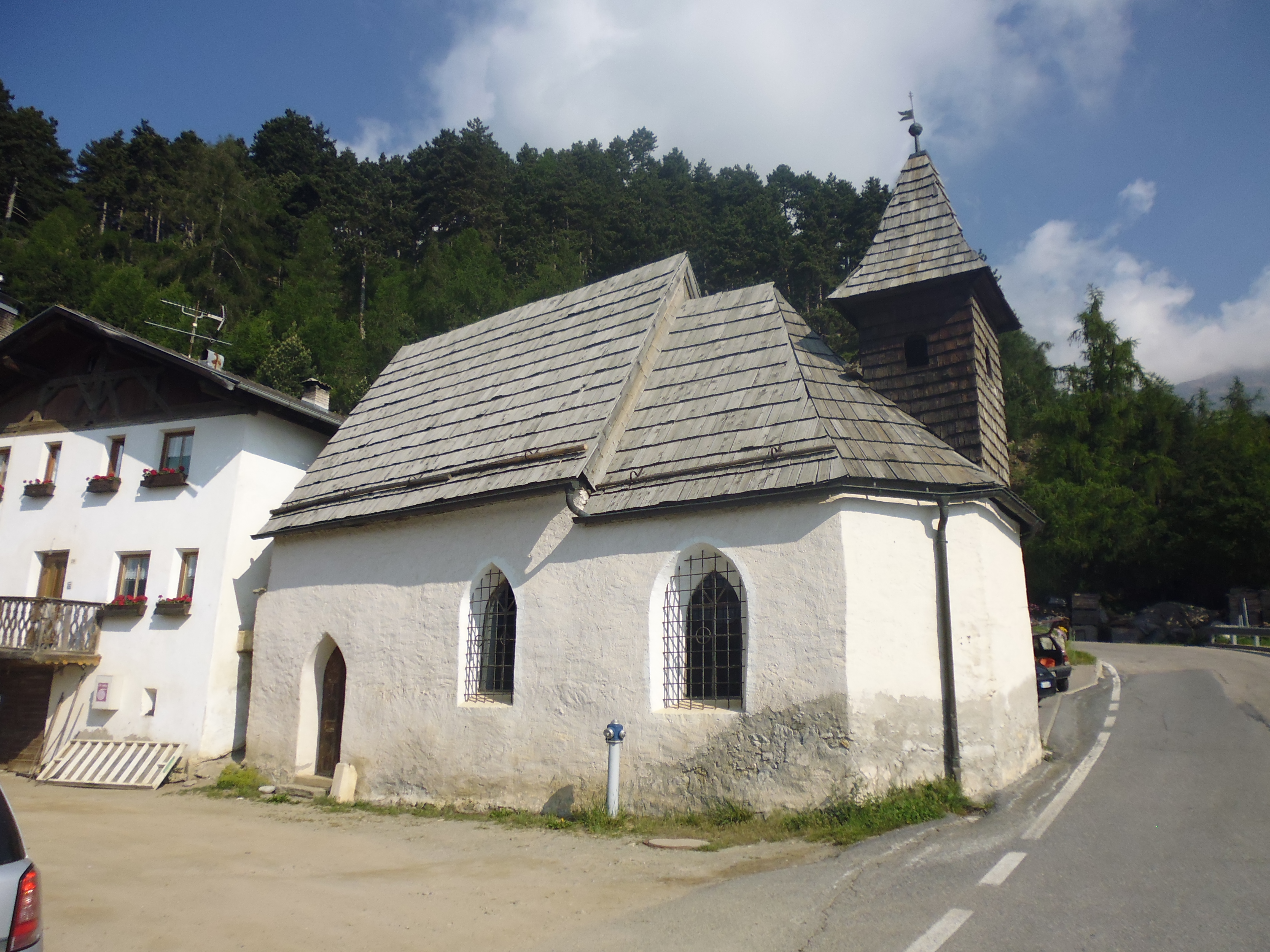
Südansicht von St. Moritz, daneben eines der Häuser der Kirchhöfe zu Allitz

Die kleine Kirche St. Moritz (auch St. Moritz zu Allitz, oder St. Moritz bei den Kirchhöfen zu Allitz) liegt in der Fraktion Allitz in Laas (Südtirol) am Hang des Sonnenberges. Unmittelbar an der Kapelle führt die Straße von Laas nach Tanas vorbei. Westlich schließen sich die beiden denkmalgeschützten Kirchhöfe an.

## Geschichte
Erstmals erwähnt wird das Bauwerk 1334 im ersten Urbar der Kommende Schlanders, in dem die Pflichten des Mesners zu „St. Mauritian“ festgelegt waren. Er sollte dem Pfarrer zu Schlanders und seinen Gesellen (die Kooperatoren wurden „Gesellenpriester“ genannt), falls notwendig, Pferde zur Verfügung stellen und ihnen „ehrlich“ dienen. Dafür wurde sein abzugebender Jahreszins um 3 Mutt auf 12 Mutt Roggen gekürzt.
Im Jahr 1370 präsentierte der Bischof von Brixen, mit einer Vollmacht durch die Herzöge Albrecht III. und Leopold III. von Österreich ausgestattet, dem Bischof von Chur einen neuen Kaplan für die freigewordenen Stelle auf St. Moritz, da der bisherige Seelsorger Gottschalk Lauri, Dompropst von Brixen (praepositus major ecclesiae Brixinensis), verstorben war. Es handelte sich um Wilhelm von Zwingenstein (oder Twingenstein). Vom 12. bis zum 14. Jahrhundert war es üblich, dass die Bischöfe, Klöster, Kollegiatstifte und Spitäler frei gewordene Kirchen und Pfarreien mit Beschlag belegten, um dann eigene Pfarrvikare und Kapläne einzusetzen.
Im Jahr 1397 soll Wilhelm von Zwingenstein die St.-Moritz-Kirche der Pfarre Laas geschenkt haben. Wegen ihrer Lage wurde sie lange als Laas zugehörig bezeichnet, war jedoch bis in jüngster Zeit eine Filialkirche von Schlanders. Eine Urkunde von 1509 besagt:

„Blasius primus vicarius zu Rodeneck als gewaltiger Kaplan der Kapelle St. Moritz mit s. Gesellschaft verleiht dem Hannsen Uolln im Namen s. Sohns Silvester und dessen Weib Christina den Hof zu Unterstein samt dem dazugehörenden Zehent aus den Höfen auf Trög, Platzlfair, Strimm Kirch und Pöder, dafür müssen die Empfänger die Kapelle beleuchten Tag und Nacht, wie das von alters Herkommen, sie auch mit Mess haben versehen, alle Monat mit einer Mess, sowie auch an den Tagen der Kirchweih, Kirchtag, u. Patrone u. dem Priester darum genug tun mit Essen, Trinken und Lohn, auch sollen sie ihm, dem Verleiher, weil die Kapelle sein ist, jährl. am Georgentag 8 rhein. Gulden reichen u. gen Bozen zu Leonhard Härtmayr, Bürger daselbs antworten.“

Ein Zeitzeugnis über den Zustand der Kapelle ist das Visitationsprotokoll des Bischofs von Chur aus dem Jahr 1638, das in der Abtei Marienberg aufbewahrt wird. Den Weg dorthin fand es über den Abt (1653–1663) Ferdinand Wenzel, seinerzeit Schreiber des Bischofs.

„Sie ist eine kleine uralte Kapelle zu Ehren des hl. Moritz. Kirchtag am Fest des hl. Moritz. Kirchweihe am Fest des hl. Oswald, andere sagen am Fest Maria Schnee. Die Decke ist holzgetäfelt. Der einzige Altar im sehr kleinen, gewölbten Chor wurde nackt, ohne Altartücher vorgefunden. Das Sepulchrum ist schwerlich zu sehen, beim Klopfen hört man etwas Hohles an dieser Stelle, also nimmt man an, es sei vorhanden. Auch eine kleine Altarretabel, und vergoldet nach alter Art, in der Mitte die Mutter Gottes, der hl. Mauritius und der hl. Oswald. Eine rote Fahne aus Damast. Nur ein Kelch. Drei Messgewänder von geringem Wert. Ein nicht sauberes Corporale. Eine Palla, zwei Velum. Zwei alte Chorröcke, drei Purificatorien, ein römisches Missale, 2 Messkännchen und zwei Glöcklein. Der Kasten für die Paramente ist neben dem Altar und neben dem Eingang ist ein kleiner Holzkasten.

Die Kapelle soll, sagt man, am Kirchhof sein. Der Herr Gerichtsschreiber (Archigrammaticus) Froschauer von Schlanders ist zur Erhaltung der Kapelle verpflichtet. Der Pfarrer von Schlanders ist angehalten 12 Messen zu lesen. Zum Teutschen Haus gibt man 18 Star und etwas in gelt. Von ainer Mess ain Gulden in dubio. Ein Licht wird angezündet an jedem Samstag und an den Vigilen der Festtage. Schmalz teils von Abgaben, teils von Spenden. Die Abgaben erstrecken sich auf 100 Star Korn. Die 3 Treghöf geben eine unbestimmte Menge Schmalz. Am Dienstag der Bittwoche kommen die Schlanderser mit Prozession.“

(Der Weg von Schlanders nach St. Moritz war 1 ½ Stunden zu Fuß)
Wie aus dem Visitationsprotokoll weiterhin hervorgeht, war zu diesem Zeitpunkt die Familie Froschauer vom Schmalzhof in Vetzan für den Erhalt der Kirche zuständig. Wie zuvor die Inhaber des Unterstainhofes, denen die Kirche 1509 anvertraut worden war, war ihnen wahrscheinlich ein Anteil am Kirchenzins oder aber die Stelle des Gerichtsschreibers zugesprochen worden. Der marode Zustand der Kapelle veranlasste den visitierenden Bischof zu dem Ausspruch: sed male. Nudum altare sine tobalibus inventum.
Das scheint erst langfristig gewirkt zu haben – 1670 stiftete der Johann Sebastian Froschauer einen neuen Altar.

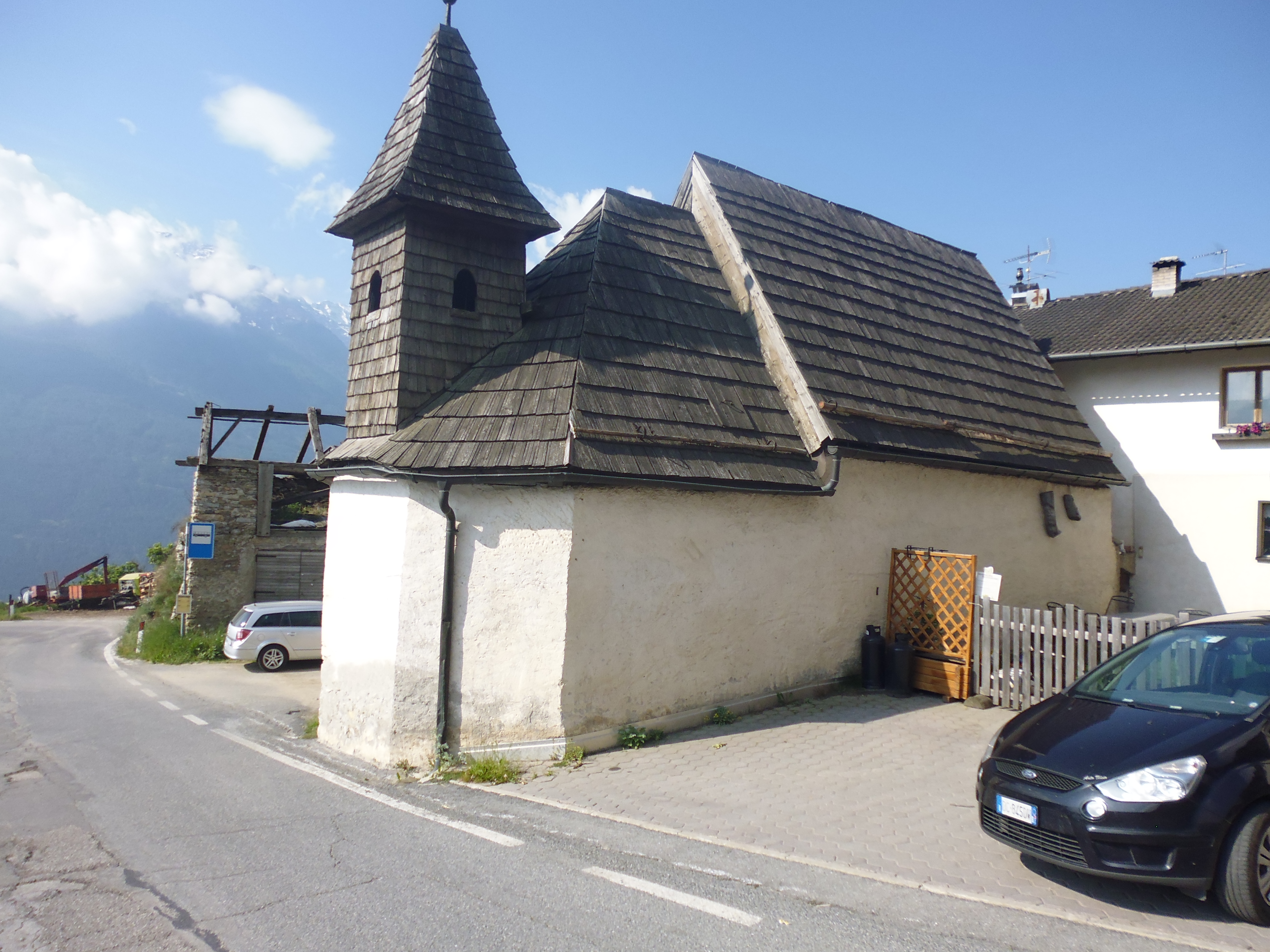
St. Moritz bei den Kirchhöfen zu Allitz, Nordseite

## Bauwerk
So wie sich die Kapelle heute präsentiert, stammt sie aus der zweiten Hälfte des 17. Jahrhunderts. Der eher schlichte Bau besteht aus einem mehreckigen Chor mit polygonalem Chorschluss und einem hölzernen spitzhelmigen Dachreiter. Zu diesem Zeitpunkt wurde auch die flache Holzdecke durch ein Tonnengewölbe mit Stichkappen ersetzt. Der Turm ist mit Schindeln verkleidet und mit zwei Glocken ausgestattet. Die größere wurde 1925 von Colbaccini in Trient gegossen, die kleinere stammt aus dem Jahr 1762 und trägt die Inschrift:

„GEORG SEBASTIAN GERSTNER IN BOZEN HAT MICH MIT GOTES HILF GEGOSEN“

Weiterhin ist sie mit verschiedenen Heiligenfiguren, Wappen und sonstigen Verzierungen geschmückt. Auch erscheint der Name von Abt Beda Hillebrand vom Kloster Marienberg auf der Glocke, der damit mit großer Wahrscheinlichkeit der Stifter sein dürfte.
Die Kirche steht mit der Schmalseite westseitig unmittelbar an einem der Wohnhäuser der Kirchhöfe. Die Eingangstür befindet sich in der südlichen Wand, ebenso die beiden Spitzbogenfenster. Der Barockaltar in der im 16. Jahrhundert vorherrschenden Schwarz-Gold-Fassung zeigt ein Bild Marias mit dem Jesuskind zwischen den Patronen Moritz und Oswald, das Wappen der Familie Froschauer und die Inschrift:

„Gott dem allmechtigen zu Lob Auch der selligsten junckhfrauen und muetter Gottes Maria wie auch denen H.H. Moritz und Oswaldt zu Ehren hat der Edl Streng Herr Johan Sebastian Froschauer von und zum Schmaltznhoffen Dißen alttar von Neuen Machen und Mahllen lassen im Jahre 1670“

Der Altar wird von den Statuen von Johannes dem Täufer im Fellkleid und der hl. Katharina mit dem zerbrochenen Rad flankiert. Darüber der hl. Antonius von Padua und St. Martin mit der Gans. Als ältestes Stück ist eine Skulptur des St. Moritz zu nennen, die sich auf das 14. Jahrhundert datieren lässt. Er ist nicht als Soldat gekleidet und daher nicht ohne weiteres zu erkennen, die Haltung der Hände lässt darauf schließen, dass sie irgendwann Schild und Fahne gehalten haben. Er trägt einen Federhut aus späterer Zeit, der nicht zur Figur passen will. Oben am Altar befinden sich zwei Leuchterengel, die aus der Zeit um 1670 stammen.
Von den beiden Gemälden an der Nordseite wurde das mit Christus, Maria, St. Moritz und Petrus im Jahr 1661 von Balthausser Brunner und Anna Khircherin gestiftet. Ohne genaues Stiftungsdatum, aber ebenfalls dem 17. Jahrhundert zuzuordnen, ist ein zweites Bild an der Nordwand, das Maria und die hl. Moritz und Martin zeigt. Bei der Restaurierung 1984/85 wurden Fresken aus der Zeit um 1600 an der Westwand freigelegt, die Passionsszenen zeigen. Hier ist auch ersichtlich, dass das Deckengewölbe erst später eingezogen wurde, da der obere Teil der Malereien unter dem Gewölbe verschwindet. Bei der Restaurierung wurde der barocke Außenputz dilettantischerweise abgeschlagen. Danach mussten die Außenwände mit Kalkmörtel versehen werden. Das Dach erhielt eine neue Schindeleindeckung.